# Хитрово (Калужская область)
Хитрово — деревня в Боровском районе Калужской области. Входит в состав сельского поселения «Деревня Асеньевское».

## География
Стоит на берегу реки Лужа, рядом Абрамовское, Абрамовская слобода, Щиглево.

## Население
| 2002 | 2010 |
| ---- | ---- |
| 27   | ↗32  |

## История
В 1613-м году Хитрово было частью сельца Абрамовское Лужецкого стана Боровского уезда, значилось за
- Мокеем и  Иваном Семеновыми детьми Хитрово, кроме  того половина пустоши Никоновой, пустошь Слободка на реке на Луже, половина пустоши Замыцкой на речке Перинке, половина пустоши Кореневой, половина пустоши Полушкиной на реке Луже.

- Офонасием Тарасовым сыном Хитрово, кроме того половина пустоши Бобровниковой, половина пустоши Никоновой, половина пустоши Замыцкой на  речке Перинке, половина пустоши Кореневой, половина пустоши Полушкиной на Луже.

Другая половина сельца Абрамовское принадлежала Степану Ондрееву  и Иуде Ильину,  сыновьям Загряжским. 
В 1782-м году Хитрово и Никоново входили в состав сельца Абрамовское Боровского уезда Калужского наместничества, на Алтуховском и Абрамовском оврагах, владельцы — Александра Ивановича Болтина и Алексея Васильевича Хитрово.
Деревня входила в приход церкви Успения Пресвятой Богородицы,  в селе Николо-Лужа(Никольское).
В советское время именовалось Хитрово—Абрамовское. 
В селе братское захоронение, находится на берегу оврага55°06′51″ с. ш. 36°14′16″ в. д.. Здесь покоятся останки советских воинов, перезахороненные из деревень Деревеньки, Абрамовская Слобода, Хитрово, Щиглево. Перезахоронение и возведение памятника производилось в 1955 году.